# Моррель, Дэвид
Освари Дэвид Моррель Гутьеррес-младший (исп. Osvary David Morrell Gutierrez Jr или просто Дэвид Моррель (исп. David Morrell); 18 января 1998, Санта-Клара, Куба) — кубинский боксёр-профессионал, выступающий во второй средней, и полутяжёлой весовых категориях. Чемпион (2017) и серебряный призёр (2016) национального чемпионата Кубы, чемпион мира среди молодёжи (2016) в любителях. Среди профессионалов: регулярный чемпион мира во 2-й средней WBA (2021—2024) и полутяжёлой WBA (2024—2025) весовых категориях. Временный чемпион мира по версии WBA (2020—2021) во 2-м среднем весе. Действующий чемпион мира WBO International (2025—н.в) в полутяжёлом весе.
Лучшая позиция по рейтингу BoxRec — 4-я (январь 2024) и является 1-м среди кубинских боксёров полутяжёлой весовой категории, а по рейтингам основных международных боксёрских организаций занимает: 2-ю строку рейтинга WBC, 2-ю строку рейтинга WBA, 3-ю строку рейтинга WBO — входя в ТОП-5 лучших полутяжёловесов всего мира.

## Любительская карьера
В апреле 2015 года завоевал бронзовую медаль на юношеском чемпионате Кубы в среднем весе (до 75 кг).
В июле 2016 года стал чемпионом Кубы среди юношей в полутяжёлом весе (до 81 кг).
В ноябре 2016 года стал чемпионом мира среди молодёжи в полутяжёлом весе (до 81 кг).

### Чемпионат Кубы 2016
Выступал в полутяжёлом весе (до 81 кг). В 1/8 финала победил Диосвардо Гонсалеса. В четвертьфинале победил Эневади Вегета. В полуфинале победил Хорхе Луиса Гарби. В финале проиграл Хулио Сесару де ла Крусу.

### World Series of Boxing2017
Представлял команду «Cuba Domadores». Выступал в полутяжёлом весе (до 81 кг). 21 апреля 2017 года победил колумбийца Хуана Каррильо.

### Чемпионат Кубы 2017
Выступал в полутяжёлом весе (до 81 кг). В четвертьфинале победил Иосвани Гарсию. В полуфинале победил Эневади Вегета. В финале победил Осная Бенкосме.

## Профессиональная карьера
Дебютировал на профессиональном ринге 31 августа 2019 года. Победил нокаутом в первом же раунде.

### Чемпионский бой с Ленноксом Алленом
8 августа 2020 года встретился с не имеющим поражений гайанцем Ленноксом Алленом. Изначально бой планировался на 11 апреля, но был перенесён из-за пандемии COVID-19. На кону стоял вакантный титул временного чемпиона мира во 2-м среднем весе по версии WBA. Одержал победу по очкам единогласным решением судей.
В январе 2021 года повышен до статуса «регулярного» чемпиона.
27 июня 2021 года нокаутировал в 1-м раунде мексиканца Марио Абеля Касареса.
18 декабря 2021 года нокаутировал в 4-м раунде американца Алантеса Фокса и защитил титул WBA.
4 июня 2022 года нокаутировал в 4-м раунде американца Келвина Хендерсона и защитил титул WBA.
5 ноября 2022 года нокаутировал в 12-м раунде не имеющего поражений казахстанца Айдоса Ербосынулы и защитил титул WBA.
22 апреля 2023 года нокаутировал в 1-м раунде бразильца Ямагучи Фалкана и защитил титул WBA.
16 декабря 2023 года нокаутировал во 2-м раунде ганца Сену Агбеко и защитил титул WBA.

### Чемпионский бой с Радивое Калайджичем
3 августа 2024 года встретился с американцем Радивое Калайджичем в бою за вакантный титул чемпиона мира в полутяжёлом весе по версии WBA. Победил по очкам.

### Бой с Дэвидом Бенавидесом
1 февраля 2025 года встретился с временным чемпионом мира в полутяжёлом весе по версии WBC не имеющим поражений американцем Дэвидом Бенавидесом. Проиграл по очкам.

### Бой с Имамом Хатаевым
12 июля 2025 года в Нью-Йорке состоялся вечер бокса Ring III от Турки Аль аш-Шейха, в рамках которого прошёл поединок в полутяжёлом весе (до 79,4 кг) с проспектом Имамом Хатаевым (12-1, 9 КО). В первой половине боя Хатаеву удалось навязать прессинг и силовой агрессивный бокс. Его удары были тяжелее и Моррелю приходилось очень много отрабатывать на ногах. Хатаев в 5-м раунде смог послать в нокдаун кубинца, но времени чтобы добить не хватило. Почти сразу прозвучал гонг. Во второй половине боя Хатаев снизил давление, Моррель стал выравнивать бой. После 8-го раунда статистика силовых ударов показывала преимущество Хатаева: 96 на 62. Так же он лидировал по выброшенным. В 9-м Моррель смог точно попасть правым апперкотом, который заметно потряс Имама, но Моррель не смог добить. 10-й отрезок так же ушёл кубинцу. Счёт судей по итогам 10 раундов был спорный и раздельный: двое дали Моррелю 96-93 и 95-94, а третий дал 95-94 Хатаеву. Проект Compubox обнародовал статистику ударов: Хатаев был активнее и нанёс больше ударов (550-444), но точность была равная (171-171). У Морреля преимущество по джебам (74-42), а у Имама силовыем (129-97). 

## Статистика профессиональных боёв
В таблице перечислены результаты всех поединков боксёров.
В каждой строке указан результат поединка. Дополнительно номер поединка обозначен цветом, который обозначает итог поединка. Расшифровка обозначений и цветов представлена в нижеследующей таблице.
| Пример | Расшифровка                     |
| ------ | ------------------------------- |
|        | Победа                          |
|        | Ничья                           |
|        | Поражение                       |
|        | Планируемый поединок            |
|        | Поединок признан несостоявшимся |
| КО     | Нокаут                          |
| ТКО    | Технический нокаут              |
| PTS    | Решение судей (по очкам)        |
| UD     | Единогласное решение судей      |
| MD     | Решение большинства судей       |
| SD     | Раздельное решение судей        |
| RTD    | Отказ от продолжения боя        |
| DQ     | Дисквалификация                 |
| NC     | Поединок признан несостоявшимся |

| 13 поединков, 12 побед (9 нокаутом), 1 поражение. | 13 поединков, 12 побед (9 нокаутом), 1 поражение. | 13 поединков, 12 побед (9 нокаутом), 1 поражение. | 13 поединков, 12 побед (9 нокаутом), 1 поражение. | 13 поединков, 12 побед (9 нокаутом), 1 поражение.       | 13 поединков, 12 побед (9 нокаутом), 1 поражение. | 13 поединков, 12 побед (9 нокаутом), 1 поражение. |
| Бой                                               | Рекорд                                            | Дата боя                                          | Соперник                                          | Место проведения боя                                    | Результат                                         | Примечание |
| ------------------------------------------------- | ------------------------------------------------- | ------------------------------------------------- | ------------------------------------------------- | ------------------------------------------------------- | ------------------------------------------------- | --- |
| 13                                                | 12-1                                              | 12 июня 2025                                      | Имам Хатаев (10-0)                                | Louis Armstrong Stadium, Нью-Йорк, США                  | SD 10                                             | Счёт судей: 95-94, 93-96, 94-95. |
| 12                                                | 11-1                                              | 1 февраля 2025                                    | Дэвид Бенавидес (29-0)                            | Ти-Мобайл Арена, Лас-Вегас, Невада, США                 | UD 12                                             | Бой за титулы временного чемпиона WBC (1-я защита Бенавидеса) и WBA (1-я защита Морреля) в полутяжелом весе. Бенавидес в нокдауне в 11-м раунде. Счёт: 108-118 и 111-115 (дважды). |
| 11                                                | 11-0                                              | 3 августа 2024                                    | Радивое Калайджич (29-2)                          | BMO Stadium, Лос-Анджелес, Калифорния, США              | UD 12                                             | Завоевал вакантный титул чемпиона мира в полутяжёлом весе по версии WBA. Счёт: 118-110 и 117-111 (дважды).                                                                         |
| 10                                                | 10-0                                              | 16 декабря 2023                                   | Сена Агбеко (28-2)                                | Minneapolis Armory, Миннеаполис, Миннесота, США         | TKO 2 (12), 1:43                                  | Защитил титула чемпиона мира по версии WBA (6-я защита Морреля) во 2-м среднем весе.                                                                                               |
| 9                                                 | 9-0                                               | 22 апреля 2023                                    | Ямагучи Фалкан (24-1-1)                           | Ти-Мобайл Арена, Лас-Вегас, Невада, США                 | KO 1 (12), 2:22                                   | Защитил титула чемпиона мира по версии WBA (5-я защита Морреля) во 2-м среднем весе.                                                                                               |
| 8                                                 | 8-0                                               | 5 ноября 2022                                     | Айдос Ербосынулы (16-0)                           | Minneapolis Armory, Миннеаполис, Миннесота, США         | KO 12 (12), 2:34                                  | Защитил титула чемпиона мира по версии WBA (4-я защита Морреля) во 2-м среднем весе.                                                                                               |
| 7                                                 | 7-0                                               | 4 июня 2022                                       | Калвин Хендерсон (15-1-1)                         | Minneapolis Armory, Миннеаполис, Миннесота, США         | TKO 4 (12)                                        | Защитил титула чемпиона мира по версии WBA (3-я защита Морреля) во 2-м среднем весе.                                                                                               |
| 6                                                 | 6-0                                               | 18 декабря 2021                                   | Алантес Фокс (28-2-1)                             | Minneapolis Armory, Миннеаполис, Миннесота, США         | TKO 4 (12)                                        | Защитил титул чемпиона мира по версии WBA (2-я защита Морреля) во 2-м среднем весе.                                                                                                |
| 5                                                 | 5-0                                               | 27 июня 2021                                      | Марио Абель Касарес (12-0)                        | Minneapolis Armory, Миннеаполис, Миннесота, США         | KO 1 (12), 2:32                                   | Защитил титул чемпиона мира по версии WBA (1-я защита Морреля) во 2-м среднем весе.                                                                                                |
| 4                                                 | 4-0                                               | 26 декабря 2020                                   | Майк Гавронски (26-3-1)                           | Shrine Exposition Center, Лос-Анджелес, Калифорния, США | KO 3 (10), 2:45                                   | Гавронски в нокдауне в 1-м раунде. |
| 3                                                 | 3-0                                               | 8 августа 2020                                    | Леннокс Аллен (22-0-1)                            | Microsoft Theater, Лос-Анджелес, Калифорния, США        | UD 12                                             | Счёт: 120-108, 119-109, 118-110. Завоевал вакантный титул временного чемпиона мира по версии WBA во 2-м среднем весе.                                                              |
| 2                                                 | 2-0                                               | 2 ноября 2019                                     | Куинтон Ранкин (15-6-2)                           | MGM National Harbor, Оксон-Хилл, Мэриленд, США          | KO 2 (8), 1:01                                    | Ранкин в нокдауне в 1-м и во 2-м раундах. |
| 1                                                 | 1-0                                               | 31 августа 2019                                   | Ендрис Родригес Вальдес (2-6)                     | Minneapolis Armory, Миннеаполис, Миннесота, США         | KO 1 (6), 1:05                                    | Профессиональный дебют. |
| Бой                                               | Рекорд                                            | Дата боя                                          | Соперник                                          | Место проведения боя                                    | Результат                                         | Примечание |

## Титулы и достижения

### Любительские
- 2015  Бронзовый призёр чемпионата Кубы среди юношей в среднем весе (до 75 кг).
- 2016  Чемпион Кубы среди юношей в полутяжёлом весе (до 81 кг).
- 2016  Чемпион мира среди молодёжи в полутяжёлом весе (до 81 кг).
- 2016  Серебряный призёр чемпионата Кубы в полутяжёлом весе (до 81 кг).
- 2017  Чемпион Кубы в полутяжёлом весе (до 81 кг).

### Профессиональные
- Временный чемпион мира по версии WBA (2020—2021) во 2-м среднем весе.
- Регулярный чемпион мира по версии WBA (2021—2024) во 2-м среднем весе.
- Регулярный чемпион мира по версии WBA (2024—2025) в полутяжёлом весе.